# Debbie Muir
Deborah „Debbie“ Muir (* 12. Juni 1953 in Calgary, Alberta) ist eine ehemalige kanadische Synchronschwimmerin. Als Trainerin betreute sie die kanadische Nationalmannschaft bei zwei Olympischen Spielen, 2000 war sie Nationaltrainerin Australiens.

## Karriere
Debbie Muir begann 1965 bei den Calgary Aquabelles mit dem Synchronschwimmen. Ihr größter Erfolg als aktive Synchronschwimmerin war der Gewinn der Silbermedaille mit der kanadischen Mannschaft bei den Schwimmweltmeisterschaften 1973 in Belgrad.
1974 begann Debbie Muir ihre Karriere als Trainerin zuerst als Assistenztrainerin der Aquabelles, ab 1976 war sie bis 1988 deren Cheftrainerin. Von 1978 bis 1991 war sie kanadische Nationaltrainerin. In dieser Zeit bestand die Nationalmannschaft in der Mehrzahl aus Schwimmerinnen der Aquabelles.
Bei den Panamerikanischen Spielen siegte Helen Vanderburg 1979 als einzige kanadische Synchronschwimmerin in Debbie Muirs Ära im Einzel, Sharon Hambrook 1983 und Sylvie Fréchette 1987 wurden Zweite. Im Duett gewannen Kelly Kryczka und Helen Vanderburg 1979, Penny und Vicky Vilagos wurden 1983 Zweite und Karen Fonteyne und Karen Sribney 1987. 1983 gewannen die Kanadierinnen die Mannschaftswertung, in den anderen Jahren wurden die Kanadierinnen Zweite hinter dem Team aus den Vereinigten Staaten.
Bei Weltmeisterschaften gewannen Helen Vanderburg 1978, Carolyn Waldo 1986 und Sylvie Fréchette 1991 den Einzelwettbewerb, 1982 holte Kelly Kryczka Silber. Im Duett siegten Helen Vanderburg und Michelle Calkins 1978, Sharon Hambrook und Kelly Kryczka 1982 und Carolyn Waldo und Michelle Cameron 1986. 1982 und 1986 siegten die Kanadierinnen im Mannschaftswettbewerb.
1984 stand schließlich Synchronschwimmen erstmals auf dem Programm der Olympischen Spiele. Im Einzelwettbewerb gewann Carolyn Waldo 1984 in Los Angeles die Silbermedaille und 1988 in Seoul Gold. Im Duett waren Sharon Hambrook und Kelly Kryczka 1984 Zweite und Carolyn Waldo und Michelle Cameron 1988 Olympiasiegerinnen.
Von 1991 bis 1995 folgte Debbie Muir zahlreichen Einladungen zur Trainerausbildung in Japan, Schweden, Südkorea, England und Ägypten. 1995 übernahm sie den Posten einer Nationaltrainerin in Australien um die australischen Synchronschwimmerinnen auf die Olympischen Spiele 2000 in Sydney vorzubereiten. Das australische Duett belegte 2000 den 16. Platz in der Qualifikation, die ersten zwölf Teams erreichten das Finale. Die australische Mannschaft belegte den achten und letzten Platz.
Debbie Muir ist seit 1995 Mitglied der Hall of Fame des kanadischen Sports. 1998 wurde sie in die Canadian Olympic Hall of Fame aufgenommen. Seit 2007 ist sie in der International Swimming Hall of Fame (ISHOF). Mit Vanderburg, Calkins, Waldo und Cameron sind vier Sportlerinnen, die von Muir sowohl bei den Aquabelles als auch im Nationalteam betreut wurden, ebenfalls Mitglieder der ISHOF.